# Дебесай, Якоб
Якоб Дебесай (англ. Yakob Debesay, род. 28 июня 1999) — эритрейский шоссейный велогонщик.

## Карьера
Родом из семьи велосипедистов, Якоб отличился, выиграв в 2017 году чемпионат Эритреи в групповой гонке в категории U19. В следующем, 2018, году стал четвёртым на Туре Фучжоу.
В 2019 году выступил на гонках в рамках Кубка наций до 23 лет UCI. На Тур де л'Эспуар выиграл два этапа и общий зачёт. На Тур де л’Авенир несмотря на падение на шестом этапе продолжил гонку, заняв 92-е место в общем зачёте (из 105 классифицированных). В конце сезона стал стажёром в команде Groupama–FDJ Continental Team. в составе которой выступил на Гран-При города Ножан-сюр-Уаз и Гран-при Валлонии).
С 2020 года стал профессионалом подписав контракт с Continentale Groupama-FDJ. Йенс Блаттер, менеджер команды, сказал по этому поводу, что он будет частью группы горняков, и ждёт, чтобы увидеть его поведение на таких гонках, как Val d’Aoste или Ronde de l’Isard. Однако сезон 2020 года был прерван пандемией Covid-19. Из-за этого он впервые вступил в сезоне на гонке UCI только в августе, во время Тур де Савойя Монблан, с которой был вынужден сойти на четвертом этапе. В сентябре принял участие в Ронде де л'Исар, где его товарищ по команде, бельгиец Сильвен Монике упустил майку лидера на последнем этапе. Спустя две недели они вместе отличились на Пикколо Джиро ди Ломбардия, молодёжной версии гонки Туре Ломбардии, заняв 3-е и 4-е место соответственно.
21 октября 2020 года был официально оформлен четырёхлетний контракт с командой Nippo–Delko–One Provence, где он парафировал четырехлетний контракт за которую также выступает его соотечественник Биниам Гирмай.

## Семья
Имеет трёх братьев — Киндиших, Мексеб, Ферекалси и сестру — Моссана. Все они также являются велогонщиками.

## Достижения
2017
 Чемпион Эритреи — индивидуальная гонка U19
2019
 Чемпион Африки — командная гонка (вместе с Мерон Тешоме, Мексеб Дебесай и Сирак Тесфом)
Тур де л'Эспуар
1-й в генеральной классификации
1-й (TTT) и 3-й этапы
7-й этап на Тур Руанды
Мартиньи — Мовуазен
2-й на Чемпионат Эритреи — индивидуальная гонка U23
2020
3-й на Пикколо Джиро ди Ломбардия

## Рейтинги
| Год                 | 2019  | 2020   |
| ------------------- | ----- | ------ |
| Мировой рейтинг UCI | 378-й | 1086-й |
| Африканский тур UCI | 14-й  | 39-й   |
|                     |       |        |
| Источник: UCI       |       |        |